# Subida a Arrate
Subida a Arrate (Klim naar Arrate) is een voormalige wielerwedstrijd die werd verreden in het Baskenland, in Spanje. De finish van de wedstrijd lag op de Arrate, de berg ligt halverwege tussen Eibar en Elgoibar. De wedstrijd werd georganiseerd tussen 1941 en 1986 en kende in die jaren in totaal 43 edities. Nadien fuseerde de wedstrijd samen met de Gran Premio de la Bicicleta Eibarresa en werd toen Eibarko Bizikleta.
In 1986 won de Belg Johan De Muynck deze wedstrijd. Er is geen Nederlander die deze wedstrijd op zijn naam schreef.

## Lijst van winnaars

### Meervoudige winnaars
| Overwinningen | Renner              | Land      | Jaren                        |
| ------------- | ------------------- | --------- | ---------------------------- |
| 5             | Federico Bahamontes | Spanje    | 1958, 1959, 1960, 1961, 1962 |
| 4             | Martín Mancisidor   | Spanje    | 1942, 1943, 1944, 1946       |
| 2             | Miguel Lizarazu     | Spanje    | 1947, 1948                   |
| 2             | Manuel Rodríguez    | Spanje    | 1950, 1951                   |
| 2             | Antonio Barrutia    | Spanje    | 1955, 1956                   |
| 2             | Raymond Poulidor    | Frankrijk | 1966, 1968                   |
| 2             | Joaquín Galera      | Spanje    | 1964, 1970                   |
| 2             | Iñaki Gastón        | Spanje    | 1985, 1986                   |

### Overwinningen per land
| Overwinningen | Land            |
| ------------- | --------------- |
| 39            | Spanje          |
| 2             | Frankrijk       |
| 1             | België, Ierland |